# Гавайські тропічні низинні чагарники
Гавайські тропічні низинні чагарники (ідентифікатор WWF: OC0702) — океанійський екорегіон тропічних та субтропічних луків, саван і чагарників, розташований на Гаваях.

## Географія
Екорегіон гавайських тропічних низинних чагарників охоплює підвітряні західні узбережжя островів Гаваї, Мауї, Оаху, Кауаї та Молокаї, найбільших у Гавайському архіпелазі, а також більшу частину невеликих островів Ланаї, Кахоолаве та Ніїхау, за винятком внутрішніх гірських районів, де він переходить у гавайські сухі тропічні ліси. Невисокі Підвітряні Гавайські острови, що простягаються на північний захід від основних островів архіпелагу, входять до окремого екорегіону чагарників Північно-Західних Гаваїв.
Вулканічні Гавайські острови утворилися, коли Тихоокеанська плита повільно рухалася на північний захід над Гавайською гарячою точкою. Вік островів збільшується з північного заходу на південний схід. Острів Ніїхау утворився приблизно 6 мільйонів років тому, а найбільший та найвищий острів Гаваї — півмільйона років тому. Вулканічна активність на островах триває. На острові Мауї є активний вулкан Халеакала, а на острові Гаваї — чотири активних вулкани: Мауна-Кеа, Хуалалаї, Мауна-Лоа та Кілауеа, останнє виверження якого відбулося у 2024 році. Мауна-Кеа є найвищою вершиною архіпелагу, її висота становить 4207 м над рівнем моря. Основу островів регіону складають вулканічні базальти.

## Клімат
В межах екорегіону переважає саванний клімат (Aw за класифікацією кліматів Кеппена) або напівпустельний клімат (BSh за класифікацією Кеппена), а у деяких найбільш посушливих ділянках на західному узбережжі острова Гаваї — пустельний клімат (BWh за класифікацією Кеппена). В регіоні переважають північно-східні пасати. Західні узбережжя великих островів та невеликі острови, що входять до цього екорегіону лежать у дощовій тіні. Опадів тут випадає мало, від 500 до 1500 мм на рік. Середня температура на узбережжях регіону коливається від 31 °C влітку до 26 °C взимку.

## Флора і фауна
Рослинний покрив екорегіону представлений луками, на яких переважає мінливий гусятник (Eragrostis variabilis), тропічний фімбрістіліс (Fimbristylis cymosa), приморський спороболус (Sporobolus virginicus) та повзучий тонкохвіст (Lepturus repens), а також невисокими мішаними чагарниками, основу яких складають широколисті додонії (Dodonaea viscosa), полінезійські гелотропи (Heliotropium anomalum), солонолюбні геліотропи (Heliotropium curassavicum), жовті іліми (Sida fallax), несправжні сандали (Myoporum sandwicense), паслін Нельсона (Solanum nelsonii), прибережна капуста (Scaevola taccada), прибережні кручені паничі (Ipomoea pes-caprae), гавайські каперці (Capparis sandwichiana), малі шпороцвіти (Coleus australis), гавайські бавовники (Gossypium tomentosum), круглолисті авраамові дерева (Vitex rotundifolia), гавайська лобода (Chenopodium oahuense), пукіаве (Leptecophylla tameiameiae), а також різні види липок (Abutilon spp.), ахірантесів (Achyranthes spp.) та хамесісів (Chamaesyce spp.). На пляжах зустрічаються ендемічні прибережні сандали (Santalum ellipticum). У дощові зимові місяці гібіски Брекенріджа (Hibiscus brackenridgei) вкриваються яскравими жовтими квітами, а оахські річкові коноплі (Sesbania tomentosa) — рожевими квітами, яких відвідують місцеві жовтоголові бджоли з роду Hylaeus. Дерев в регіоні зустрічається мало.
У прибережних районах флора бідна і представлена переважно широко поширеними в Океанії видами, тоді як в глибині островів, серед базальтових відслонень, поширені більш високі та різноманітні чагарники. Загалом в екорегіоні зустрічається понад 200 видів кущів, трав і папоротей, з яких понад 90 % є ендеміками Гаваїв. Серед ендеміків регіону слід відзначити гавайську шенкію (Schenkia sebaeoides) та вахіне-нохо-кула (Isodendrion pyrifolium).
Фауна екорегіону є набагато біднішою, ніж фауна лісів, що ростуть у внутрішніх районах островів, на вологих схилах. Раніше у прибережних чагарниках Гаваїв гніздилися рідкісні гавайські альбатроси (Phoebastria immutabilis) та гавайські казарки (Branta sandvicensis), однак інтродукція на архіпелаг хижих ссавців призвела до їх зникнення на більшій частині регіону. Наразі у прибережних заростях екорегіону зустрічається багато інтродукованих видів, зокрема сірі турачі (Ortygornis pondicerianus) та чубаті пароарії (Paroaria capitata). На прибережних водно-болотних угіддях зустрічаються ендемічні колоа (Anas wyvilliana), гавайські лиски (Fulica alai), гавайські курочки (Gallinula galeata sandvicensis) та гавайські кулики-довгоноги (Himantopus mexicanus knudseni). Єдиними місцевими ссавцями, поширеними на Гаваях, є гавайські волохатохвости (Lasiurus semotus). На узбережжях регіону іноді утворюють лежбища ендемічні гавайські тюлені-монахи (Neomonachus schauinslandi), однак на більшості основних островів вони були винищені.

## Збереження
Понад 90 % природної рослинності екорегіону було втрачено внаслідок спричинених людьми пожеж, поширення чужорідних видів рослин та тварин, особливо пацюків, які поїдали насіння, та кіз і оленів, які поїдали та витоптували місцеву рослинність. Залишки природної рослинності екорегіону збереглися на мисі Каена на острові Оаху, де завдяки ефективному контролю над чужорідними хижаками та рослинами вдалося відновити місцеві чагарники та дати можливість гавайським альбатросам (Phoebastria immutabilis) та клинохвостим буревісникам (Ardenna pacifica) знову почати тут гніздитися. Деякі невеликі, деградовані залишки чагарників збереглися на острові Кахоолаве та в заповіднику Моомомі на острові Молокаї.